# Primulina linearifolia
Primulina linearifolia là một loài thực vật có hoa trong họ Tai voi (Gesneriaceae). Loài này có ở Quảng Tây (Trung Quốc); được W.T. Wang mô tả khoa học đầu tiên năm 1982 dưới danh pháp Chirita linearifolia. Năm 2011, Yin Z. Wang chuyển nó sang chi Primulina.